# Prostatitis aguda
La prostatitis aguda és un infecció bacteriana greu de la pròstata. Aquesta infecció és una urgència mèdica.
Es tracta amb antibiòtics, i en alguns pacients pot ser una urgència mèdica que requereixi l'hospitalització per l'administració intravenosa.
La sèpsia per prostatitis és molt rara, però pot ocórrer en pacients immunodeprimits. La prostatitis aguda pot ser una complicació de la biòpsia de pròstata.

## Signes i símptomes
Els homes amb prostatitis aguda sovint tenen calfreds, febre, amb dolors per tot el cos i especialment a la part baixa de l'esquena, el perineu o la zona genital; amb micció més freqüent i a la nit, i amb cremor o dolor.
A les anàlisis a l'orina hi ha una infecció demostrable, com ho demostra la presència de leucòcits i bacteris. Sovint, la pròstata és molt sensible a la palpació a través del recte.

## Diagnòstic

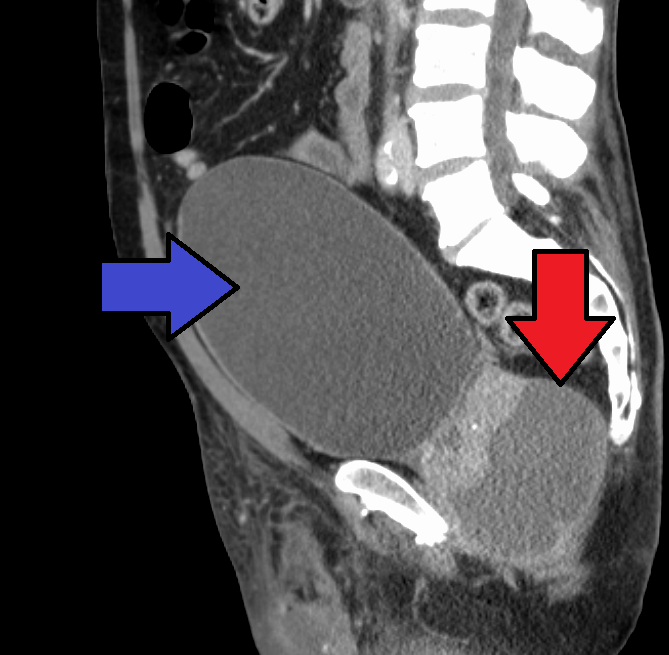
Abscés de pròstata (fletxa vermella) que provoca retenció urinària (fletxa blava)

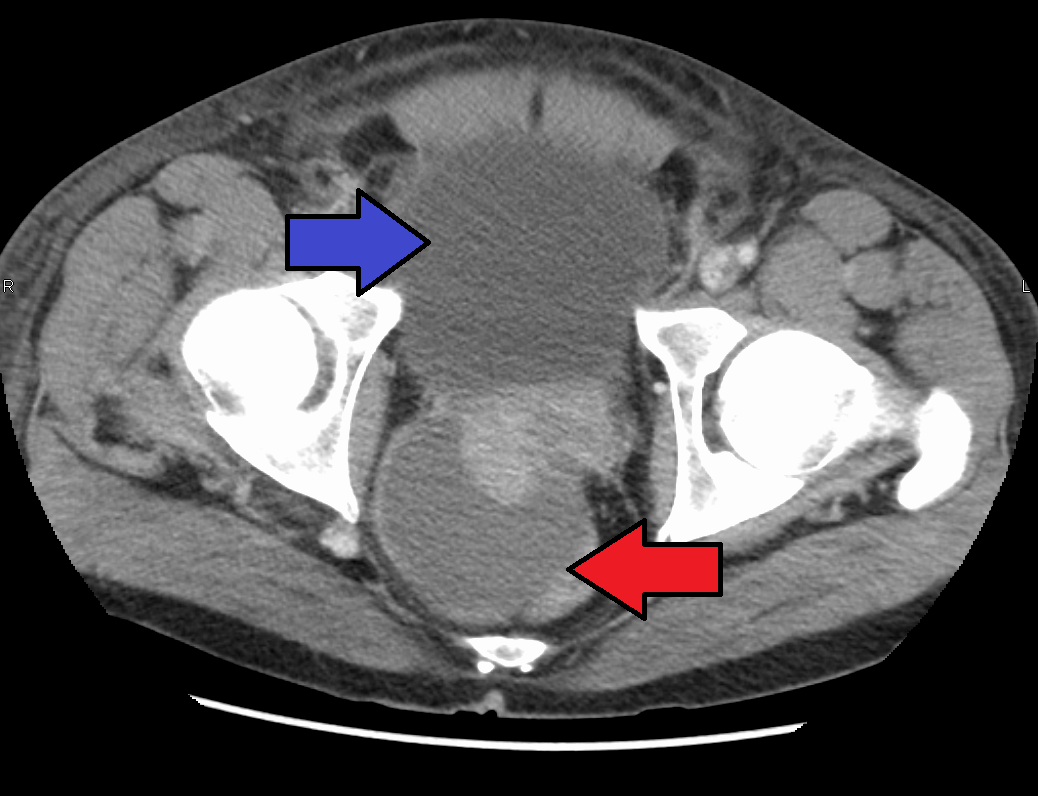
Abscés de pròstata (fletxa vermella) que resulta en retenció urinària (fletxa blava)

La prostatitis aguda és relativament fàcil de diagnosticar a causa dels seus símptomes que suggereixen una infecció. L'organisme es pot trobar a l'orina i, en cas de sèpsia, a la sang. Els bacteris comuns són Escherichia coli, Klebsiella, Proteus, Pseudomonas, Enterobacter, Enterococcus, Serratia i Staphylococcus aureus. Un recompte de sang complet revela un augment dels leucòcits. En la sèpsia els hemocultius sovint són positius.

## Tractament
Els antibiòtics són la primera línia de tractament en la prostatitis aguda. Els antibiòtics solen resoldre les infeccions de prostatitis agudes en molt poc temps, però es recomana un mínim de dues a quatre setmanes de tractament per erradicar completament els bacteris que ocasionen la infecció.